# Jakuck
Jakuck (ros. Якутск Jakutsk, jakuc. Дьокуускай D´okuuskaj) – miasto w azjatyckiej części Rosji, w północno-wschodniej Syberii, położone na lewym brzegu Leny. Jest stolicą i największym miastem Jakucji.

## Charakterystyka
Jakuck został założony w 1632 przez Piotra Biekietowa jako warownia kozacka. Ważny ośrodek administracyjny, naukowo-kulturalny oraz przemysłowy północno-wschodniej Syberii. Działają port lotniczy Jakuck, lotnisko Magan oraz port rzeczny na Lenie. W Jakucku znajduje się muzeum mamutów.
Miasto jest położone na wiecznej zmarzlinie (wszystkie budynki muszą być posadowione na palach), w niedużej – jak na warunki syberyjskie – odległości (900 km) od bieguna zimna półkuli północnej (Wierchojańsk, −70 °C). Klimat jest wybitnie kontynentalny: bardzo długa i mroźna zima (średnia temperatura dnia w styczniu −38,6 °C, absolutne minimum −64,4 °C odnotowano w lutym 1891), krótkie, acz ciepłe lato (średnia temperatura dnia w lipcu 19,5 °C, absolutne maksimum 38,4 °C odnotowano w lipcu 2011).
Ludność stanowią głównie Rosjanie oraz Jakuci. Miasto jest siedzibą eparchii jakuckiej Rosyjskiego Kościoła Prawosławnego.
Przemysł wydobywczy (diamenty, złoto), spożywczy, garbarski, metalowy. Złoża diamentów eksploatowane od 1983 r.

## Transport
W Jakucji brak przeprawy mostowej przez Lenę. Zimą jest możliwy przejazd przez zamarzniętą rzekę, latem w Jakucku w sprzyjających warunkach (brak zatorów lodowych, stanu powodziowego) kursuje prom.
- Port lotniczy Jakuck
- Yakutia Airlines – linia lotnicza

Planowane jest połączenie kolejowe z Koleją Bajkalsko-Amurską (BAM), zarówno do Jakucka właściwego, jak i – bez przeprawy przez Lenę – do Niżnego Bestiachu, leżącego na wschodnim brzegu naprzeciw miasta. Po wybudowaniu pierwszego mostu, 3-kilometrowego drogowo-kolejowego; budowa miała trwać w latach 2009–2013 w okolicy wsi Stara Tabaga 40 km na południe od miasta, ale została odłożona poza 2020 r. ze względu na przerzucenie środków na budowę mostu w Cieśninie Kerczeńskiej. Północna odnoga BAM-u została dociągnięta 260 km na południe od Jakucka, nieco na północ od Tommotu.

## Nauka i oświata
W mieście działa Sacha Państwowa Akademia Pedagogiczna, uniwersytet (założony w 1956), Instytut Badania Wiecznej Zmarzliny.

## Sport
- Fakieł-SzWSM Jakuck – klub piłkarski

## Miasta partnerskie
- Ch’angwŏn
- Fairbanks
- Harbin
- Murayama
- Yellowknife